# Nestelberg (Wasgau)
Der Nestelberg mit einer Höhe von 401,5 m ü. NHN ist ein Berg im Dahner Felsenland, einem Teil des Wasgaus, der wiederum vom Südteil des Pfälzerwalds gebildet wird.

## Geographie
Der Nestelberg erhebt sich im Landkreis Südwestpfalz südwestlich der Burg Berwartstein und links des Tals, in dem der Erlenbach der Lauter entgegenfließt, die hier am Oberlauf den Namen Wieslauter trägt. Der nördliche Teil des Bergs inklusive des Gipfels liegt auf der Gemarkung der Ortsgemeinde Erlenbach bei Dahn, der südliche Teil gehört zur Gemarkung der Ortsgemeinde Niederschlettenbach. Südlich des Bergs schließt sich der 370 m hohe Berg Geiersnest mit dem auf einen westlichen Ausläufer gelegenen Bubenfels an.
Der Nestelberg ist vollständig bewaldet; er kann auf einem teilweise sehr steilen Wanderweg, der im rund 200 m tiefer gelegenen Erlenbachtal beginnt, oder auf dem Fernwanderweg Staudernheim–Soultz-sous-Forêts erstiegen werden.

## Geschichte

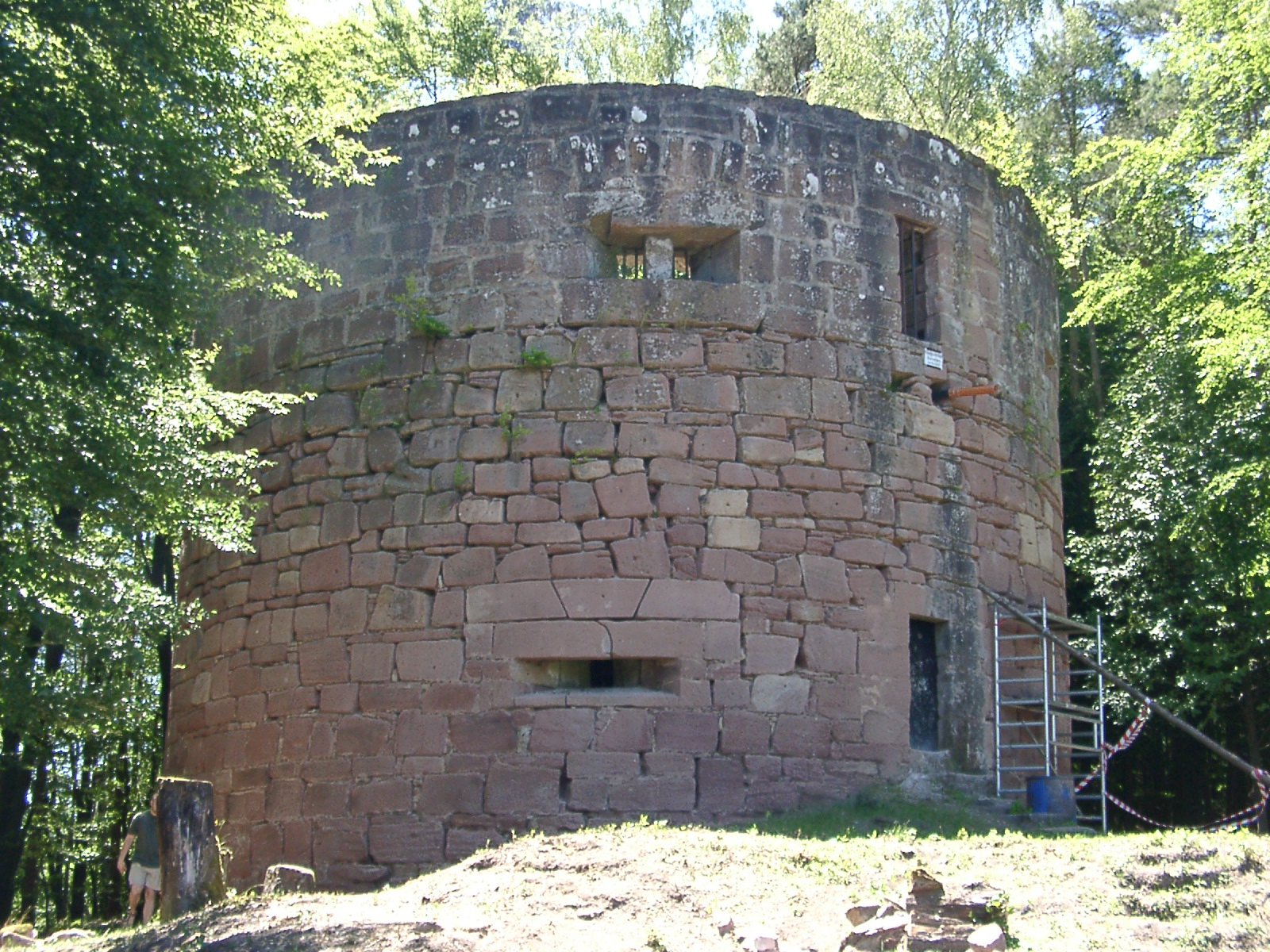
Vorwerk Klein-Frankreich

Militärische Bedeutung erlangte im Spätmittelalter das Vorwerk Klein-Frankreich, das der Burgherr des Berwartsteins, Marschall Hans von Trotha, 1484 als Hangburg auf 322 m Höhe am Nordhang des Nestelbergs errichten ließ.
Nur 370 m Luftlinie von der Hauptburg entfernt ermöglichte die Befestigung, den Bergsattel zwischen der Burg im Norden und dem Vorwerk im Süden von zwei Seiten her unter Feuer zu nehmen. Dieser bezeichnenderweise „Leichenfeld“ genannte Bergsattel war die einzige Stelle, an der die damaligen Belagerungskanonen nahe genug am Berwartstein aufgestellt werden konnten.
Das Vorwerk wurde im 17. Jahrhundert, entweder im Dreißigjährigen Krieg oder im Pfälzischen Erbfolgekrieg, erheblich beschädigt und war seither Ruine. Mit der Restaurierung wurde im Jahr 2005 begonnen.